# جزيرة كوبيا
جزيرة كوبيا (بالإنجليزية:  Cobia Island)‏ (تُعرف أيضًا باسم جزيرة تومبيا أو جزيرة باد) هي جزيرة موجودة في فيجي، وهي جزء من أرخبيل جزر رينغولد، والتي بدورها تشكل مجموعة التي تعتبر جزء يقع في مكان مبتعد الوجود نحو الجزيرة الشمالية لفانوا ليفو. تبلغ مساحة الجزيرة 69.29 هكتار. وشكلها شبيه بشكل الهلال.
تتواجد جزيرة كوبيا في منطقة «الحيد البحري باد» ولها فوهة بركانية مغمورة، وتكون هذه الفوهة موجودة في المنطقة الأعلى ارتفاعا من الجزيرة؛ على الجانب الغربي من الجزيرة. تساهم التكوينات الجيولوجية والغابات الشاطئية للأهمية الطبيعية للجزيرة، كما هو موضح ومفسر في خطة فيجي للعمل والتنوع البيولوجي.
تعد الجزيرة موقعًا شهيرًا وشعبيا لممارسة نشاطات المنشاق والتجديف والغوص، وأفادت التقارير أن الرؤية واضحة تحت الماء في الأعماق، لحد يبلغ لحوالي 120 قدمًا أو 36 مترًا.

## التاريخ
اعتبرت الجزيرة «معلما بارزا» للملاحين المسافرين على متن السفن، التي تبحر حول جزر فيجي وعبرها. تم وصف الجزيرة والشعاب المرجانية والأحياد البحرية المحيطة بها في عمل ألكسندر أغاسيز؛ الجزر والأحياد البحرية المرجانية لفيجي (1899).